# Leichtathletik-Weltmeisterschaften 2009/Teilnehmer (Fidschi)
| Gelbes Symbol für Goldmedaillen mit stilisierten Olympischen Ringen | Graues Symbol für Silbermedaillen mit stilisierten Olympischen Ringen | Braundes Symbol für Bronzemedaillen mit stilisierten Olympischen Ringen |
| ------------------------------------------------------------------- | --------------------------------------------------------------------- | ----------------------------------------------------------------------- |
| —                                                                   | —                                                                     | —                                                                       |

Der Leichtathletik-Verband von Fidschi stellte zwei Athleten bei den Leichtathletik-Weltmeisterschaften 2009 in Berlin.

## Ergebnisse

### Männer

#### Laufdisziplinen
| Athlet         | Disziplin | Vorlauf    | Vorlauf | Viertelfinale      | Viertelfinale      | Halbfinale         | Halbfinale         | Finale             | Finale             |
| Athlet         | Disziplin | Zeit       | Platz   | Zeit               | Platz              | Zeit               | Platz              | Zeit               | Platz              |
| -------------- | --------- | ---------- | ------- | ------------------ | ------------------ | ------------------ | ------------------ | ------------------ | ------------------ |
| Niko Verekauta | 200 m     | 21,43 s SB | 50      | nicht qualifiziert | nicht qualifiziert | nicht qualifiziert | nicht qualifiziert | nicht qualifiziert | nicht qualifiziert |

### Frauen

#### Laufdisziplinen
| Athletin          | Disziplin | Vorlauf    | Vorlauf | Halbfinale         | Halbfinale         | Finale             | Finale             |
| Athletin          | Disziplin | Zeit       | Platz   | Zeit               | Platz              | Zeit               | Platz              |
| ----------------- | --------- | ---------- | ------- | ------------------ | ------------------ | ------------------ | ------------------ |
| Makelesi Batimala | 200 m     | 24,13 s SB | 38      | nicht qualifiziert | nicht qualifiziert | nicht qualifiziert | nicht qualifiziert |
| Makelesi Batimala | 400 m     | 54,65 s SB | 31      | nicht qualifiziert | nicht qualifiziert | nicht qualifiziert | nicht qualifiziert |